# 伯里爾山
72°50′S 167°29′E / 72.833°S 167.483°E
伯里爾山（Mount Burrill），是南極洲的山峰，位於維多利亞地的博克格雷溫克海岸，處於赫西山以南7公里的馬爾塔高原東側，屬於勝利山脈的一部分，海拔高度2,310米，現時由南極條約體系管理。